# Sebastián Martínez y Pérez
Sebastián Martínez y Pérez (ur. 25 listopada 1747 w Treguajantes (Logroño), zm. 24 listopada 1800 w Murcji) – zamożny kupiec pochodzący z regionu La Rioja, a jednocześnie mecenas sztuki i człowiek oświecenia. 
Był synem kupca Diego Felipe Martineza, urodził się w Treguajantes w regionie La Rioja. Około 1760 roku przeniósł się do Kadyksu, gdzie rozwinął handel winem zakładając dochodowe przedsiębiorstwo Compañía de Viños de Jerez. Eksportował sherry oraz handlował jedwabiem i innymi tkaninami. Był skarbnikiem rady finansów Kadyksu, miasta, które w XVIII wieku rozwijało się dzięki handlowi morskiemu z Anglią, Francją i Ameryką Południową. W 1774 ożenił się z Maríą Felipą Errecarte y Odobraque, z którą miał trzy córki. 
Kolekcjonował dzieła sztuki – posiadał około 700 dzieł malarskich, kilka tysięcy rycin oraz książki m.in. traktaty na temat sztuk pięknych autorstwa Mengsa, Muratoriego i księcia Campomanesa. Posiadał dzieła takich artystów jak Diego Velázquez, Bartolomé Esteban Murillo, Giovanni Battista Piranesi, Peter Paul Rubens, John Flaxman i William Hogarth. 
Był bliskim przyjacielem Francisca Goi. Malarz spędził w jego domu niemal pół roku, kiedy podróżując do Andaluzji poważnie zachorował. Goya namalował wtedy portret Martineza, na którym kupiec ubrany jest w elegancki pasiasty frak, według ówczesnej mody.